# Pallapalayam
Pallapalayam là một thị xã panchayat của quận Erode thuộc bang Tamil Nadu, Ấn Độ.

## Nhân khẩu
Theo điều tra dân số năm 2001 của Ấn Độ, Pallapalayam có dân số 6499 người. Phái nam chiếm 51% tổng số dân và phái nữ chiếm 49%. Pallapalayam có tỷ lệ 51% biết đọc biết viết, thấp hơn tỷ lệ trung bình toàn quốc là 59,5%: tỷ lệ cho phái nam là 61%, và tỷ lệ cho phái nữ là 41%. Tại Pallapalayam, 9% dân số nhỏ hơn 6 tuổi.